# Leaders Not Followers
Leaders Not Followers è l'ottavo EP dei Napalm Death. Venne pubblicato nel 1999 dalla Earache Records. Il disco contiene esclusivamente cover.

## Tracce
1. Politicians – 1:45 (Raw Power)
2. Incinerator – 3:21 (Slaughter)
3. Demonic Possession – 3:13 (Pentagram)
4. Maggots in Your Coffin – 1:36 (Repulsion)
5. Back from the Dead – 2:36 (Death)
6. Nazi Punks Fuck Off – 6:40 (Dead Kennedys) – In realtà la canzone dura 1:13. Segue una pausa di silenzio (1:13 - 6:10), fino a quando al minuto 6:10 è possibile ascoltare una ghost track: si tratta di un semplice monologo.

## Formazione
- Mark "Barney" Greenway - voce
- Shane Embury - basso
- Mitch Harris - chitarra
- Jesse Pintado - chitarra
- Danny Herrera - batteria